# Spalax zemni
Spalax zemni es una especie de roedor de la familia Spalacidae.

## Distribución geográfica
Es endémica del centro occidental de Ucrania.